# Okstindbreen
Okstindbreen ist der achtgrößte Gletscher auf dem norwegischen Festland. Er ist außerdem der größte der 19 Gletscher im Okstindan-Gebiet, welche im Jahr 2010 gemeinsam etwa 46 km² bedeckten. Die Fläche von Okstindbreen selbst nahm in zehn Jahren um 31 % ab, von 53,6 km² im Jahr 2012 auf 36,9 km² im Jahr 2022.
Okstindbreen besteht aus einem Eisfeld, das Vestisen, Vestre Okstindbreen, Austre Okstindbreen, Bessedørbreen, Steikvassbreen, Vestre Svartfjellbreen und Oksfjellbreen umfasst. Der größte Auslassgletscher von Okstindbreen ist Austre Okstindbreen, der 1996 eine Fläche von 14 km² hatte. Er entwässert in das Tal Oksfjelldalen, das nordöstlich von Oksskolten liegt, dem höchsten Berg Nordnorwegens.